# Sultanzade Sabahaddin
Sultanzade Mehmed Sabâhaddin, né le 13 février 1877 à Constantinople et mort le 30 juin 1948 à Colombier dans le canton de Neuchâtel, est un homme politique, sociologue et prince ottoman. Il est domicilié à Beatenberg dans le canton de Berne. Il ne fait que séjourner à Colombier, dans la maison de Samuel Evard, où il est décédé. Il est de nationalité turque selon son livret pour étrangers D.39448 (autorisation de tolérance) délivré par la Direction de Police du Canton de Berne, le 7 avril 1936. L’information de son décès est communiquée au Département de Justice à Neuchâtel et à l’état civil de Beatenberg. Il était un prince ottoman, le fils de Seniha Sultan, sœur du sultan Abdülhamid II.

## Biographie

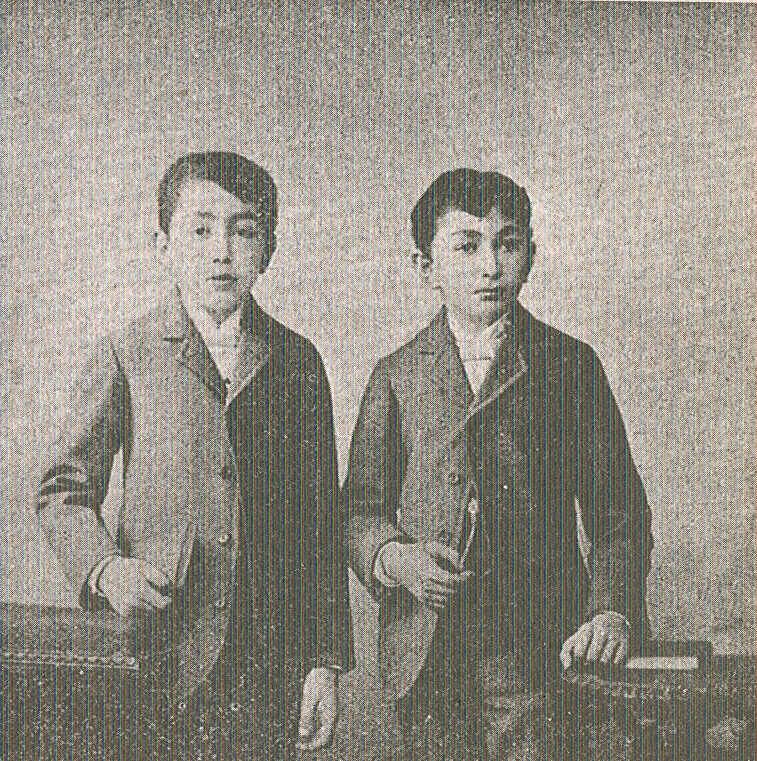
Sabahaddin (à droite) avec son frère Lütfullah.

Le prince Sabahaddin de Neuchâtel, était un sociologue et penseur ottoman. En raison de sa menace pour la Maison ottomane (la dynastie ottomane), dont il était membre, à la fin du XIXe siècle et au début du XXe siècle en raison de son activité politique et de sa promotion de la démocratie dans l’Empire, il est exilé.
Bien qu’il fasse partie de la dynastie ottomane au pouvoir lui-même, par l’intermédiaire de sa mère, Sultanzade Sabahaddin était connu comme un jeune Turc et donc opposé à la règle absolue de la dynastie. En tant que disciple d’Émile Durkheim, le prince Sabahaddin est considéré comme l’un des fondateurs de la sociologie en Turquie. Il fonde la League for Private Initiative and Décentralisation (turc : Teşebbüs-i Şahsi ve Adem-i Merkeziyet Cemiyeti) en 1902.
Le prince Sabahaddin est né à Constantinople en 1877. Sa mère était Seniha Sultan, fille du sultan ottoman Abdülmecid Ier et Nalandil Hanım. Son père était Mahmud Paşha, le fils du grand amiral Damat Gürcü Halil Rifat Pacha.
Sabahaddin, comme le neveu des sultans Mourad V, Abdülhamid II, Mehmed V, et le dernier sultan Mehmed VI, avait une éducation polyvalente au palais ottoman.
Sabahaddin s’enfuit à la fin de 1899 avec son frère et son père, qui étaient tombés avec Abdulhamid II, d’abord en Grande-Bretagne, puis à Genève, le centre de l’opposition au sultan ottoman. Après un avertissement du Conseil fédéral à Genève en 1900, ils quittent la ville pour Paris et Londres.
Au cours de la première phase de sa carrière dans l’opposition politique (1900-1908), il cherche l’unité entre chrétiens et musulmans, et rencontre les dirigeants des groupes respectifs. Il a reçu le soutien de la cause des Jeunes Turcs. Pendant ce temps, il rencontre Edmond Demolins et devient un adepte de l’école des sciences sociales. Sabahaddin a préconisé des politiques économiques libérales dans sa Ligue pour l’initiative privée et la décentralisation, qui est devenu un rival du Parti union et progrès (CUP) d’Ahmed Rıza. Cette division a frappé le mouvement des Jeunes Turcs avant 1908 et constituerait le conflit central dans le discours politique plus institutionnalisé de la Seconde ère constitutionnelle. Après la révolution des Jeunes Turcs en 1908 et la prise du pouvoir par le Comité de l’Union et du Progrès, Sabahaddin retourne dans l’Empire ottoman.[réf. nécessaire]
Son parti libéral, opposé au Comité de l’Union et du Progrès, a été interdit deux fois, en 1909 et 1913 et il a dû fuir à nouveau. Pendant la Première Guerre mondiale, il a passé comme chef de l’opposition en exil en Suisse occidentale. [réf. nécessaire]
En 1919, Sabahaddin retourne à Constantinople dans l’espoir de réaliser sa vision politique, mais est finalement interdit en 1924 par le Mouvement national turc (tr) victorieux sous Mustafa Kemal Atatürk. Son projet d’une Turquie démocratique contenait des moyens de décentralisation et d’initiative privée, des éléments des théories sociales de Frédéric Le Play et Edmond Demolins. Après la création de la nouvelle République de Turquie en 1923, il est exilé de Turquie par une loi du 3 mars 1924 qui expulse tous les membres vivants de la dynastie ottoman et donc, à partir de ce moment, Sabahaddin doit vivre à la retraite en Suisse. Dans son autobiographie The Witness (1962, première édition; 1974, deuxième édition révisée et agrandie), John G. Bennett note que dans ses dernières années, en raison de ses frustrations, de ses déceptions et de son exil, il serait devenu alcoolique et serait mort dans une grande pauvreté.
En 1952, les restes de Sultanzade Sabahaddin ont été transférés à Istanbul et enterrés dans le mausolée de son père et de son grand-père.

### Influences sur d’autres personnes
Sabahaddin sans le savoir influencé de nombreuses personnes, y compris John G. Bennett, qui a été présenté à lui par Satvet Lutfi Bey (Satvet Lütfi Tozan) en 1920 alors que Bennett travaillait comme officier de renseignement pour l’armée britannique occupant Constantinople après la Première Guerre mondiale. Sabahaddin a introduit Bennett dans le monde de la spiritualité en l’encourageant à lire Les Grands Initiés d’Édouard Schuré. Il avait également présenté Bennett à une anglaise vivante en Turquie, Winifred « Polly » Beaumont, que Bennett a épousé plus tard. Parmi d’autres personnes à qui Sabahaddin avait présenté Bennett, le plus influent était Georges Gurdjieff – un homme que Bennett considérait comme son mentor et maître pour le reste de sa vie.

### Prince Sebahattin dans la culture populaire
La série télévisée turque Payitaht: Abdülhamid, retrace les 13 dernières années du sultan Abdülhamid II depuis 2017, il est interprété par Kaan Turgut.